# 家族ゲーム (ミドリカワ書房のアルバム)
『家族ゲーム』（かぞくゲーム）は、日本の歌手・ミドリカワ書房の1枚目のミニアルバム。2006年7月19日にソニー・ミュージックレコーズより発売された。

## 概要
通常盤のみの1形態で発売。「親子・家族」がテーマとなるコンセプト・ミニアルバムである。プロデューサーに寺岡呼人を迎えている。アートディレクターは矢部弘幸。

## 収録曲
- 全作詞・作曲：緑川伸一 / 全編曲・プロデュース：寺岡呼人

1. I am a mother [4:30]
  - コーラスアレンジ：町支寛二

産婦人科で妊娠を告げられ、喜びとこれから母親になるという自覚を抱く妻の歌。
浜田省吾の「I am a father」に影響を受けて作った曲で、演奏も浜田のバックバンドが担当している[2]。
2. 豆電球の灯りの中で [3:54]
夜中に尿意を催し目覚めた少年が裸の両親を目撃するという歌。
3. メシ食えよ! [4:53]
過剰なダイエットをする娘を注意してほしいと夫に相談する妻の歌。
4. 許さない 忘れない [3:58]
家庭内暴力をおこなう夫のもとから逃げ出した妻の恨みを綴った歌。
5. もも [3:56]
犬を飼いたいと言い出す娘に逆らえない父親の歌。
6. 母さん [5:09]
  - 弦編曲：弦一徹

死刑執行を間近に控えた男が母親に宛てた手紙を歌っているが、諸事情によりインストゥルメンタルでの収録となっている。なお、歌詞のついたものは翌年発売されたアルバム『みんなのうた2』に収録されている。
ベースは亀田誠治が、ドラムはMr.Childrenの鈴木英哉が演奏している。

## 参加ミュージシャン
- 緑川伸一：A. Guitar (#2 - #4, #6)
- 小田原豊：Drums (#1, #2)
- 美久月千晴：Bass (#1, #2)
- 中西康晴：Piano (#1, #2), Wutlitzer (#4)
- 伊藤隆博：Hammond Organ (#1, #2)
- 町支寛二：E. Guitar (#1), Chorus (#1)
- 古村敏比古：Sax (#1)
- 藤井一彦：E. Guitar (#2)
- 檀上尚居：Tambourine (#2)
- じんじん：Drums (#3)
- みぎっちょ：Bass (#3)
- カトちゃん：Keyboards (#3)
- シモン：E. Guitar (#3)
- 島村英二：Drums (#4)
- 高水健司：Bass (#4)
- 駒沢裕城：Pedal Steel Guitar (#4)
- 上杉洋史：Celesta (#5), Keyboards (#5, #6)
- 鈴木英哉：Drums (#6)
- 亀田誠治：Bass (#6)
- 寺岡呼人：E. Guitar (#6)
- 弦一徹ストリングス：Strings (#6)
- 向笠高章：Manipulator (#1 - #6)